# Kartotéka osobních vozů
Kartotéka osobních vozů, zkráceně KOV přiřazuje každému typu osobního vozu Českých drah jednoznačný identifikátor, který se skládá ze dvou částí:
- kód řady je trojmístné číslo psané jako horní index – WRmee814,
- typové označení, ve kterém se uvádí detailnější popis – WRmee (61) RIC.

Kartotékou osobních vozů se zabývá předpis Sei 2/315/2 vydaný poprvé v roce 1985. Informace o ní se ale dostaly na veřejnost až v roce 2001, kdy se poprvé začaly spolu s písmenným označením vozů objevovat na skříních i jejich indexy.
Podobný způsob rozlišování vozů používají např. i Deutsche Bahn.

## Význam číslic kódu
Trojmístný kód řady vyjadřuje kombinaci vlastností řady, a lze ho rozdělit na 2 položky – první číslici a zbytek čísla.
| První číslice | Význam                                                  |
| ------------- | ------------------------------------------------------- |
| 0             | Historické vozy                                         |
| 1             | Vozy první třídy                                        |
| 2             | Vozy druhé třídy                                        |
| 3             | Kombinované vozy první a druhé třídy                    |
| 4             | Kombinované vozy osobní a služební                      |
| 5             | Dvounápravové a úzkorozchodné vozy                      |
| 6             | Vojenské vozy                                           |
| 7             | Přípojné a řídicí určené pro soupravy s motorovými vozy |
| 8             | Speciální vozy (jídelní, barové, lůžkové, lehátkové…)   |
| 9             | Služební a poštovní vozy                                |

Zbytek čísla pak označuje další vlastnosti, převážně způsobilost k mezinárodnímu provozu.
| Zbytek čísla | Význam                                       |
| ------------ | -------------------------------------------- |
| 00–49        | Vozy uzpůsobené pro mezinárodní provoz (RIC) |
| 50–89        | Vozy vhodné pouze pro vnitrostátní provoz    |
| 90–99        | Patrové vozy, řídicí vozy…                   |

### Příklady
- Bdmtee281: vůz druhé třídy určený pouze pro vnitrostátní provoz
- ABfbrdtn795: řídicí vůz k motorovému vozu
- Ampz143: vůz první třídy uzpůsobený pro mezinárodní provoz

## Typové označení
Typové označení není úplně standardizované. První část se skládá z písmenného označení vozů (např. „B“). U některých vozů je toto kompletní typové označení. U většiny se nachází ještě další doplňující informace. Typicky se tam nalézá buď trojmístný kód řady („Bee 273“), dvojmístný rok výroby („WLAB 85“), případně v závorkách uvedený režim mezinárodního provozu RIC („WRmee (61) RIC“, 61 označuje vůz s klimatizací, 73 vůz s tlakotěsnou skříní…). Poslední část se používá jen u vozů uzpůsobených pro mezinárodní provoz, a bývá jednotná, používá se slovo „RIC“ („WRmee (61) RIC“).